# Matthias Knutzen
Matthias Knutzen (født 1646, sandsynligvis død i 1670'erne) var en slesvigsk religionskritiker og ateist, som var præget af en bibelkritisk lære og en radikal rationalisme. Han har været kaldt den første åbent ateistiske europæiske skribent i moderne tid.
Han nedfældede blandt andet sine tanker i skriftet Amicus, Amicis, Amica (En vens venlige ord til vennerne) i 1674, der talte for klarhed i tanken og en afvisning af de mange selvmodsigelser i de hellige skrifter.
Knutzens ideer var en del af "den radikale oplysning", som var en forløber for 1700-tallets oplysning inspireret af filosoffen Spinozas værker, men Knutzens ideer havde ikke stor gennemslagskraft i 1600-tallets Danmark, som var præget af streng luthersk ortodoksi og forfølgelse af religiøse afvigere, og heller ikke i samtidens tyske verden. Hans skrifter kendes således kun i afskrift fra modstandernes modskrifter.

## Livsforløb
Matthias Knutzen blev født i Oldensvort (ty Oldenswort) i Ejdersted i 1646 af Elisabeth Knutzen, som søn af organist Berend Knutzen, der døde samme år. Som dreng blev han sendt til broderen Johann Knutzen, som var organist i Königsberg (nutidens Kaliningrad) i Østpreussen for at gå i skole fra 1661 til 1664. Derefter blev han optaget på universitetet i Königsberg som latinskoleelev og i 1668 på Københavns Universitet for at læse teologi.
I 1673 var han efter korte ophold i bl.a. Letland vendt tilbage til hertugdømmerne for at arbejde som skolelærer og privatlærer i Kremper Marsch i Holsten, men blev afskediget pga. sine kritiske udfald mod kirken. I 1674 tog han til Rom og siden til Jena i Thüringen. I denne universitetsby distribuerede han håndskrevne pamfletter med ateistisk indhold, som dog er gået tabt, og som vi kun kender i afskrift. Skrifterne førte til at han blev forfulgt af byens og universitetets øvrighed, og vi kender ikke hans videre skæbne.

## Skrifter og lære
Mathias Knutzen er så vidt vides den første offentligt erklærede ateist, men skriver sig ind i en tradition for religionskritik, og ikke mindst kritik af kirken, som trækker tråde tilbage til socinianismen fra 1500-tallet, og han kan have været inspireret af den samtidige Spinoza (1632-1677). Tidligere religions- og kirkekritikere som f.eks. Lucilio Vanini (1585-1619) var blevet dømt, torteret og henrettet som ateister, men havde selv hævdet at være troende.
I de tre pamfletter fra 1674 hævdede Knutzen at tilhøre et internationalt fællesskab af Gewissener ("samvittighedsfulde"), men umiddelbart kan tankerne kun tilskrives ham selv. Knutzen benægtede (ifølge modskrifterne) eksistensen af Gud og andre transcendente væsener som Djævelen og udødelige sjæle. Han påpegede inkonsistensen og de mange absurditeter og selvmodsigelser i Bibelen og jævnførte dem med hvad kristne forfattere havde kritiseret Koranen for.
Han hævdede i stedet at mennesket burde lade sig lede af videnskab, fornuft og samvittighed. Gjorde mennesker dette, var kirkelige autoriteter overflødige.
I skriftet Amicus, Amicis, Amica (En vens venlige ord til vennerne) fra 1674 opsummerer han sin lære som:
"Insuper Deum negamus, Magistratum ex alto despicimus, Templa quoque cum omnibus Sacerdotibus rejicientes." ("I særdeleshed fornægter vi Gud, vi foragter øvrigheden dybt, og vi forkaster kirkerne med alle deres præster").
Til erstatning for den kristne lære sætter han enkle leveregler, inspireret af romerretten:
"Honeste vivere, neminem laedere, suum cuique tribuere" ("Lev i ærlighed, uden at skade nogen, og giv alle hvad de fortjener").
Lever man efter disse enkle principper, vil man leve himmelsk og undgå at leve som i et helvede - forstået som psykiske tilstande snarere end overnaturlige.

## Kontroverser
Knutzens lære og skrifter førte til voldsomme kontroverser og afvisninger fra kirkelige forfattere, og eksempelvis hævdede den tyske teolog Tobias Pfanner (1641–1716) i 1677 at hans lære var mere infam end det som alle kendte fjender af religion før ham havde fremført. Den senere teologiske professor og prædikant ved Skt. Petri Kirke, Johannes Lassenius (1636-1692) anså ham som en galning og noterede sig at "Der var ikke meget ved karlen andet end end at han til tider ikke syntes rigtig velforvaret i hovedet".

## Skrifter
- Epistola amici ad amicum (Breve fra en ven til en ven), også under titlen Amicus Amicis Amica!, 1674.
- Gespräch zwischen einem Gastgeber und drei Gästen ungleicher Religion (Samtale mellem en vært og tre gæster af forskellig religion), 1674.
- Gespräch zwischen einem Feldprediger namens Dr. Heinrich Brummern und einem lateinischen Musterschreiber (Samtale mellem en feltpræst ved navn Dr. Heinrich Brummern og en latinsk mønsterskriver), 1674.

## Tekstudgaver
- M. Knutzen, ein deutscher Atheist und revolutionärer Demokrat des 17. Jahrhunderts. Flugschriften und zeitgenössische sozialkritische Schriften, ed. and prefaced by Werner Pfoh. Berlin: Akademie-Verlag 1965.
- Matthias Knutzen: Schriften und Materialien, ed. Winfried Schröder. (Philosophische Clandestina der deutschen Aufklärung. Texte und Dokumente / Philosophische Clandestina der deutschen Aufklärung Abteilung I: Texte und Dokumente). Stuttgart: Frommann-Holzboog 2010.
- Amicus, amicis, amica reproduceret i sin helhed i Encyclopédie méthodique af Jacques Andre Naigeon (1792), Google Books